# Szabó Tünde (színművész)
Szabó Tünde (Komárom, 1945. február 3. – 2021. április 2.) Déryné-díjas magyar színésznő, színműíró, a nyíregyházi Móricz Zsigmond Színház örökös tagja.

## Életpályája
1981-ben nyilatkozta:

„Amikor érettségi előtt álltam a Teleki Blankáról elnevezett gimnáziumban, éppen halálának századik évfordulójára emlékeztünk, és az életéről szóló diákszíndarabban én játszottam Teleki Blankát, az egyenjogúságért, a műveltségért, az emberiségért mindhalálig küzdő pedagógusnőt. Ez a szerep döntötte el, hogy színésznő leszek … Ma már tudom, hogy semmi más nem lehettem volna, csak színész és várom, keresem azokat a feladatokat, amelyekben önmagamnak és másoknak is bebizonyíthatom ezt…”

Komáromban született. Főiskolásként és fiatal színésznőként több magyar filmben szerepelt. 1967-ben diplomázott a Színház- és Filmművészeti Főiskolán, Ádám Ottó tanítványaként. Egy évadot a kecskeméti Katona József Színházban töltött. 1968-tól 1973-ig a Pécsi Nemzeti Színház, 1973–1981 között a Vidám Színpad színésznője volt.
1981 óta a nyíregyházi Móricz Zsigmond Színház művésze, alapító tagja. Színműíróként Nyíregyházán először a Kvantum Fantom csapdája című zenés mesejátékát mutatták be 1982-ben. A zenét és a dalszövegeket Muszty Bea és Dobay András írták. Születésnapján, 1990. február 3-án volt a premierje A küszöbön című színművének. Színpadi adaptációit Dosztojevszkij: Feljegyzések az egérlyukból és Petőfi Sándor: A hóhér kötele című regényéből írta. 1993-ban Déryné-díjat kapott. A nyíregyházi Móricz Zsigmond Színház örökös tagja.
A magánéletben Hetey László színművész volt a társa, akivel együtt önálló esteken is felléptek. Közösen írt könyvük harmadik társszerzője Bodnár István volt. A kötet, amelynek címe: A deszka szálkái, 2002-ben jelent meg.

## Fontosabb színházi szerepei
- Raffai Sarolta: Egyszál magam... Baba
- Illyés Gyula: Tiszták... Azalais
- Illyés Gyula: Testvérek... Julinka
- Hernádi Gyula: Falanszter... Clara
- William Shakespeare: Sok hűhó semmiért... Beatrice
- Vörösmarty Mihály: Csongor és Tünde... Ilma
- Edward Albee: Nem félünk a farkastól... Martha
- Krúdy Gyula: Rezeda Kázmér... Császár Fruzsina
- Robert Thomas: Gyilkostársak... Thérese báróné
- Ratkó József: Segítsd a királyt!... Gizella királyné
- Sólem Aléchem – Joseph Stein – Jerry Bock – Sheldon Harnick: Hegedűs a háztetőn... Golde
- Carlo Goldoni: Velencei terecske... Donna Pasqua
- Tennessee Williams: Orpheusz alászáll... Lady Torrance
- Bohumil Hrabal: Gyöngéd barbár... Sulcné
- Dalmiro Sáenz: Ez aztán szerelem... Evangelina
- Sławomir Mrożek: Tangó... Eleonóra
- Bertolt Brecht – Kurt Weill: Koldusopera... Celia Peacock
- Móricz Zsigmond: Sári Bíró... Bíróné
- Peter Weiss: Marat/Sade... Simonne Evrard
- Nyikolaj Vasziljevics Gogol: A revizor... Polgármesterné
- Zágon István – Nóti Károly – Eisemann Mihály: Hyppolit, a lakáj... Aranka
- George Bernard Shaw: Pygmalion... Eliza
- Maróti Lajos: Hőhullám... Ágnes
- Robert Harley: Ismerősök... Clairee
- Müller Péter: Szomorú vasárnap... Helén
- Lilian Hellman: A kis rókák... Olívia
- Remenyik Zsigmond: Vén Európa Hotel... Erna
- Joseph Kesselring: Arzén és levendula... Abby
- Molière: Tartuffe... Pernelle asszony (Orgon anyja)
- Paul Portner: Hajmeresztő... Mrs. Schubert
- Kornis Mihály: Halleluja... több szerepben, úgyismint a „fekete vonat” közönsége, násznép és lakóbizottság
- Faragó Béla – Mohácsi István – Mohácsi János: Krétakör... szereplő
- Federico García Lorca: Vérnász... Anyós
- Németh Ákos: Autótolvajok... Egy törékeny idős hölgy
- Bohumil Hrabal: Harlekin milliói... Öreg szépasszony
- Barta Lajos: Szerelem... Szalay mama, Fuchsné
- Fjodor Mihajlovics Dosztojevszkij: Ördögök... Kormányzóné
- Beaumarchais: Figaro házassága, avagy egy őrült nap... Marcellina (házvezetőnő)
- Szophoklész: Oidipusz... Teiresziasz
- Jerry Herman – Harvey Fierstein: Őrült nők ketrece... Jacqueline, előkelő problémamegoldó

## Bemutatott színdarabjai
- Kvantum Fantom csapdája (zenés mesejáték) (zene-dalszöveg: Muszty Bea, Dobay András)
- A küszöbön

## Színpadi adaptációi
- Dosztojevszkij: Feljegyzések az egérlyukból (monodráma)

Bemutató: 1986. október 25. Nyíregyháza, Móricz Zsigmond Színház – Krúdy Színpad
- Petőfi Sándor: A hóhér kötele (zene:Sebő Ferenc)

Bemutató: 1998. november 7. Nyíregyháza, Móricz Zsigmond Színház

## Könyv
- Bodnár István – Hetey László – Szabó Tünde: A deszka szálkái (Örökségünk Kiadó Bt. 2002, Nyíregyháza) ISBN 9630094762

## Filmes és televíziós szerepei
- Színe és fonákja (1964; rövid játékfilm)
- Az első esztendő (1966) – Eszter
- Büdösvíz (1966) – Annus
- Egy magyar nábob (1966)
- Édes és keserű (1966)
- …hogy szaladnak a fák! (1967)
- A százegyedik szenátor I. (1967; tévéjáték) – TV-bemondó
- Az özvegy és a százados (1967)
- Sellő a pecsétgyűrűn I-II. (1967) – Káldy Mariann
- Az utolsó kör (1968) – Erzsike
- Bolondos vakáció (1968)
- Egri csillagok 1-2. (1968)
- Próféta voltál szívem (1968) – Jutka
- Szomorú Szerelmesek Szanatóriuma (1968; tévéjáték)
- Érik a fény (1970) – Erzsike
- Kapaszkodj a fellegekbe! (1971) – Hölgy a rendezvényen
- Trimata ot zapasa (Bolgár film) (1971) – Ilonka
- Holnap lesz fácán (1974) – A tanárnő
- Cigánykerék (1976)[7] – Mari
- Amerikai cigaretta (1978) – Vendég a kocsmában
- Vásár (1982; tévéjáték) (1985-ben adták le)
- Kisváros (2001; tévésorozat) (3 részben)

## Szinkronszerepei
| Év   | Cím                                          | Szereplő                | Színész            | Szinkron év |
| ---- | -------------------------------------------- | ----------------------- | ------------------ | ----------- |
| 1958 | Én és a tábornok (2. magyar szinkron)        | Lesley Cartland         | Honor Blackman     | 1979        |
| 1960 | 101 kiskutya (rajzfilm) (2. magyar szinkron) | Hercegné (Tehén) (hang) | Queenie Leonard    | 1964        |
| 1973 | Égő pajták                                   | Francoise               | Catherine Allégret | 1975        |
| 1974 | Szerelmesek románca                          | Ljuda                   | Irina Kupcsenko    | 1976        |
| 1974 | Vincent, Francois, Paul és a többiek         | Colette, Jean barátnője | Catherine Allégret | 1977        |

## Díjai
- 1994 Déryné-díj
- 1997 Ostar-díj[9]
- A Móricz Zsigmond Színház örökös tagja